# فرانک اشمولر
فرانک اشمولر (انگلیسی: Frank Schmöller؛ زادهٔ ۲۱ اوت ۱۹۶۶) بازیکن فوتبال اهل آلمان است.
از باشگاه‌هایی که در آن بازی کرده‌است می‌توان به باشگاه فوتبال هامبورگ، باشگاه فوتبال اس‌سی فورتونا کلن، باشگاه فوتبال هرتابرلین، و باشگاه فوتبال لیرسه اشاره کرد.